# パンアメリカンカップ (卓球)
パンアメリカン卓球カップ（パンアメリカンたっきゅうカップ、英: Pan American Table Tennis Cup）は、2017年から毎年南北アメリカ大陸で開催されている卓球の大会である。16名の招待選手（1協会につき最大2名）によって男女シングルスが行われる。

## 結果

### 男子シングルス
| 年   | 開催地                   | 金                 | 銀                 | 銅                 |
| 2017 | サンホセ, コスタリカ     | グスターボ・ツボイ | Eric Jouti         | Gaston Alto        |
| 2018 | アスンシオン, パラグアイ | ウーゴ・カルデラノ | グスターボ・ツボイ | カナック・ジャー   |
| 2019 | Guaynabo, プエルトリコ   | ウーゴ・カルデラノ | カナック・ジャー   | グスターボ・ツボイ |
| 2020 | Guaynabo, プエルトリコ   | ウーゴ・カルデラノ | グスターボ・ツボイ | カナック・ジャー   |

### 女子シングルス
| 年   | 開催地                   | 金                     | 銀             | 銅                 |
| 2017 | サンホセ, コスタリカ     | チャン・リリー         | ジャン・モー   | ウー・ユエ         |
| 2018 | アスンシオン, パラグアイ | ジャン・モー           | ウー・ユエ     | ブルーナ・タカハシ |
| 2019 | Guaynabo, プエルトリコ   | アドリアーナ・ディアス | ジャン・モー   | ウー・ユエ         |
| 2020 | Guaynabo, プエルトリコ   | アドリアーナ・ディアス | チャン・リリー | ウー・ユエ         |